# アンドリュー・トニー
アンドリュー・トニー (Andrew Toney, 1957年11月23日 - ) は、アメリカ合衆国アラバマ州バーミングハム出身のNBAで活躍したバスケット選手。1980年のNBAドラフトでフィラデルフィア・セブンティシクサーズに8番目に指名を受けて入団する。しばしばボストン・セルティックス戦で活躍して話題となった。シクサーズは、ジュリアス・アービング、モーゼス・マローン、モーリス・チークスと有望な人材が揃い1983年にNBAファイナルでロサンゼルス・レイカーズを破り優勝した。1988年に引退した。